# Александровский, Иван Трофимович
Иван Трофимович Александровский (около 1783 — не ранее 1841) — педагог, критик, надворный советник.

## Биография
Из духовного звания. Обучался в Рязанской духовной семинарии, из которой в 1803 году был принят в Петербургский педагогический институт, который окончил в 1807). Ещё в студенческие годы печатался в журналах и сборниках, издававшихся директором института И. И. Мартыновым. Литературный дебют Александровского ― басня «Чертоги и хижина» (1804). Его почтительный, но содержавший критические замечания разбор поэмы С. С. Боброва «Таврида» (1805) вызвал полемический отклик Л. Н. Неваховича. Интерес представляет также его «Рассуждение о постепенном возвышении Российской словесности» (1806), одна из первых попыток рассмотреть значение русской литературы в контексте «общественной образованности» ― историко-культурного развития России. С 1807 года в течение 25 лет Александровский преподавал в Волынской гимназии в городе Кременец ― крупном культурном центре. Из гимназии был уволен в 1833 году, имея чин надворного советника (с 1824).
Ученики Александровского печатались в журнале «Улей» В. Г. Анастасевича. После 1832 года преподавал в польских провинциальных гимназиях, в том числе Келецкой, упразднённой по политическим мотивам (1840).